# Miroslav Gochev
Miroslav Anguelov Gochev –en búlgaro, Мирослав Ангелов Гочев– (Burgas, 9 de abril de 1973) es un deportista búlgaro que compitió en lucha libre. Ganó una medalla de bronce en el Campeonato Mundial de Lucha de 1997 y una medalla de plata en el Campeonato Europeo de Lucha de 2001.

## Palmarés internacional
| Campeonato Mundial | Campeonato Mundial  | Campeonato Mundial | Campeonato Mundial |
| Año                | Lugar               | Medalla            | Categoría          |
| ------------------ | ------------------- | ------------------ | ------------------ |
| 1997               | Krasnoyarsk (Rusia) | Medalla de bronce  | 76 kg              |
| Campeonato Europeo |                     |                    |                    |
| Año                | Lugar               | Medalla            | Categoría          |
| 2001               | Budapest (Hungría)  | Medalla de plata   | 76 kg              |